# Mitrephanes
Mitrephanes är ett fågelsläkte i familjen tyranner inom ordningen tättingar. Släktet omfattar endast två arter som förekommer i bergstrakter från västra Mexiko till nordvästra Bolivia:
- Tofstyrann (M. phaeocercus)
- Olivtyrann (M. olivaceus)